# جان دمپسی (بازیکن فوتبال، زاده ۱۹۵۱)
جان دمپسی (انگلیسی: John Dempsey؛ زادهٔ ۲ آوریل ۱۹۵۱) بازیکن فوتبال اهل انگلستان است.
از باشگاه‌هایی که در آن بازی کرده‌است می‌توان به باشگاه فوتبال ترانمره راورز اشاره کرد.